# 阿甘妙世界
《阿甘妙世界》（英語：The Amazing World of Gumball）是部美國英國動畫喜劇，由位於英國倫敦的卡通頻道歐洲工作室製作，2011年開始在美國卡通頻道播出。班·波克勒特及英國電影和電視藝術學院獎項得獎者 麥克·格雷夫斯（Mic Graves）擔任導演。
該系列故事講述了12歲的男孩陶阿甘（Gumball Watterson）和他的弟弟陶阿達（Darwin）的生活，他們是一隻擬人化的藍色貓和一隻金魚。並在虛構的加利福尼亞州小鎮艾爾摩鎮（譯作吉吉小鎮）的中學就讀，他們和家庭成員互動，包括他們的妹妹陶安安、母親陶春嬌和父親陶大知，以及一系列的配角人物經常捲入城市中各種不同的騷動事件。
波克勒特基於他之前商業作品中被拒絕的角色來創建了該系列，同時將其前提設置為「家庭節目和學校節目」的結合，這正是卡通頻道極為感興趣的方向。在向卡通頻道提出《阿甘妙世界》的提案後，特納廣播執行官丹尼爾·倫納德批准了該系列的製作。該劇曾在法國安錫國際動畫影展中，獲得最佳電視製作水晶獎。

## 概要
《阿甘妙世界》以其有意的風格不統一而聞名，角色的設計、拍攝和動畫製作使用各種風格和技巧，通常在同一個場景中混合（如風格化的傳統動畫、木偶戲、電腦生成圖像、定格动画、Flash動畫，實景拍攝等）。儘管屬兒童節目，但《阿甘妙世界》劇中經常討論被認為是嚴肅或成熟的主題，包括哲學、婚姻、網絡欺凌、政治不正確、心理疾病和人類狀況。該系列獲得了評論家的讚譽，並發展出一個忠實的追隨者群體，特別是對其對流行文化和网络文化的廣泛引用、讽刺、微妙影射、黑色幽默和元幽默的讚賞。在台灣卡通頻道播映的版本中，將Watterson翻譯為陶家、也將艾爾摩鎮譯作吉吉小鎮，大多數角色名稱也使用中文化譯名，並非直接照著原文音譯，第五季後開始有許多音譯名稱。
2016年9月6日，博克萊特宣布第六季後該系列將結束；並在2018年10月在Twitter上重申了他的立場。然而當時並無法確定第六季是否將是節目的最後一季。在第六季結局後，兩個迷你系列分別於2019年11月發布：六集的《阿達年鑑》和2020年10月的《阿甘妙世界編年史》。2023年6月15日，在安錫國際動畫影展確認節目的第七季正在製作中，已經確定在2025年播出。

## 電視集數
| 季數                 | 集数   | 集数   | 首播日期       | 首播日期       |
| 季數                 | 集数   | 集数   | 首映           | 季终           |
| -------------------- | ------ | ------ | -------------- | -------------- |
| 試播集               | 試播集 | 試播集 | 2008年5月9日   | 2008年5月9日   |
| 1                    | 36     | 36     | 2011年5月3日   | 2012年3月13日  |
| 2                    | 40     | 40     | 2012年8月7日   | 2013年12月3日  |
| 3                    | 40     | 40     | 2014年6月5日   | 2015年8月6日   |
| 4                    | 40     | 40     | 2015年7月7日   | 2016年10月27日 |
| 5                    | 40     | 40     | 2016年9月1日   | 2017年11月10日 |
| 6                    | 44     | 44     | 2018年1月5日   | 2019年6月24日  |
| 阿達的超ㄎㄧㄤ紀念冊 | 6      | 6      | 2019年12月14日 | 2019年12月28日 |
| 阿甘妙日記           | 8      | 8      | 2020年10月5日  | 2021年6月20日  |